# Pagode Songyue
34° 30′ 06″ N, 113° 00′ 57″ E
La pagode Songyue (chinois simplifié : 嵩岳寺塔 ; pinyin : Sōngyuè sìtǎ), construite en 523 apr. J.-C., est située au monastère de Songyue sur le mont Song, dans la province du Henan, en Chine. Construite pendant la dynastie Wei du Nord, cette pagode est l'une des rares pagodes intactes du VIe siècle en Chine et est également la plus ancienne pagode chinoise en brique connue. La plupart des structures de cette période étaient en bois et n'ont pas survécu, bien que des ruines de fortifications en pisé existent encore,. En 2010, la pagode a été inscrite sur la liste du patrimoine mondial de l'UNESCO avec d'autres monuments à proximité dans le cadre des « Monuments historiques de Dengfeng dans le site « Le centre du ciel et de la terre ».

## Contexte
La propagation du bouddhisme a considérablement influencé l'architecture chinoise. Au sixième siècle, le bouddhisme s'était répandu avec un élan formidable dans toute la Chine : la culture chinoise s'ajustait et adaptait ses traditions pour inclure le culte du bouddhisme. Les Chinois ont transformé le monticule de terre arrondi du stūpa d'Asie du Sud en une pagode imposante pour abriter les reliques sacrées enfouies de Bouddha en son centre,,.

## Style et forme
Les pagodes ont beaucoup varié de forme au fil du temps depuis leurs origines bouddhistes indiennes jusqu'à leur forme en Chine. La forme unique à plusieurs côtés de la pagode Songyue suggère qu'elle représente une première tentative de fusion de l'architecture chinoise aux bords droits avec le style circulaire du bouddhisme du sous-continent indien. Le périmètre de la pagode diminue à mesure qu'il s'élève, comme on le voit dans les piliers des temples rupestres bouddhistes indiens et d'Asie centrale et les pagodes rondes ultérieures en Chine.
La pagode Songyue est unique dans sa forme, étant une pagode à douze côtés. La tour mesure 40 mètres (131 pieds) de haut et est construite en briques jaunâtres maintenues ensemble avec du mortier d'argile. C'est la plus ancienne pagode chinoise existant aujourd'hui, construite à une époque durant laquelle, selon les archives, presque toutes les pagodes étaient en bois,.
La pagode a une base, ou piédestal, en brique simple et basse, et un premier étage très élevé caractéristique des pagodes à plusieurs avant-toits, avec des balcons divisant le premier étage en deux niveaux et des portes reliant les deux parties. Les portes voûtées ornementées et les absides ou niches décoratives sont finement sculptées en théières ou en lions. À la base des piliers de la porte se trouvent des sculptures en forme de fleurs de lotus et les chapiteaux des piliers ont des perles et des fleurs de lotus sculptées. Après le premier étage se trouvent quinze toits rapprochés bordés d'avant-toits et de petites fenêtres en treillis. La pagode présente des avant-toits ornementaux densément groupés dans le style dougong qui ornent chaque étage. À l'intérieur de la pagode, le mur est cylindrique avec huit niveaux de supports en pierre en saillie pour ce qui était probablement à l'origine un parquet en bois. Sous la pagode se trouve une série souterraine de salles funéraires pour préserver les objets culturels enterrés avec les morts. La chambre la plus intérieure contenait des reliques bouddhistes, des transcriptions d'écritures bouddhistes et des statues de Bouddha.